# Solvència
Solvència és un indicador que es practica sobre els estats comptables, és una relació entre el total d'actius d'una entitat (persona física o jurídica) i el total de passius. Aquesta relació és un quocient que indica quants recursos es tenen en actiu en comparació del passiu.
Compon una part de l'anàlisi patrimonial o financer a llarg termini de lens ens emissor dels estats comptables.

## Exemples
Actiu total = 45.000 €
Passiu total = 15.000 €
Actiu Total / Passiu Total = 1.5
La relació s'interpreta de la manera següent: per cada euro de passiu, l'entitat compta amb un euro i cinquanta cèntims d'actiu per poder-hi fer front.